# 塩化チタン(III)

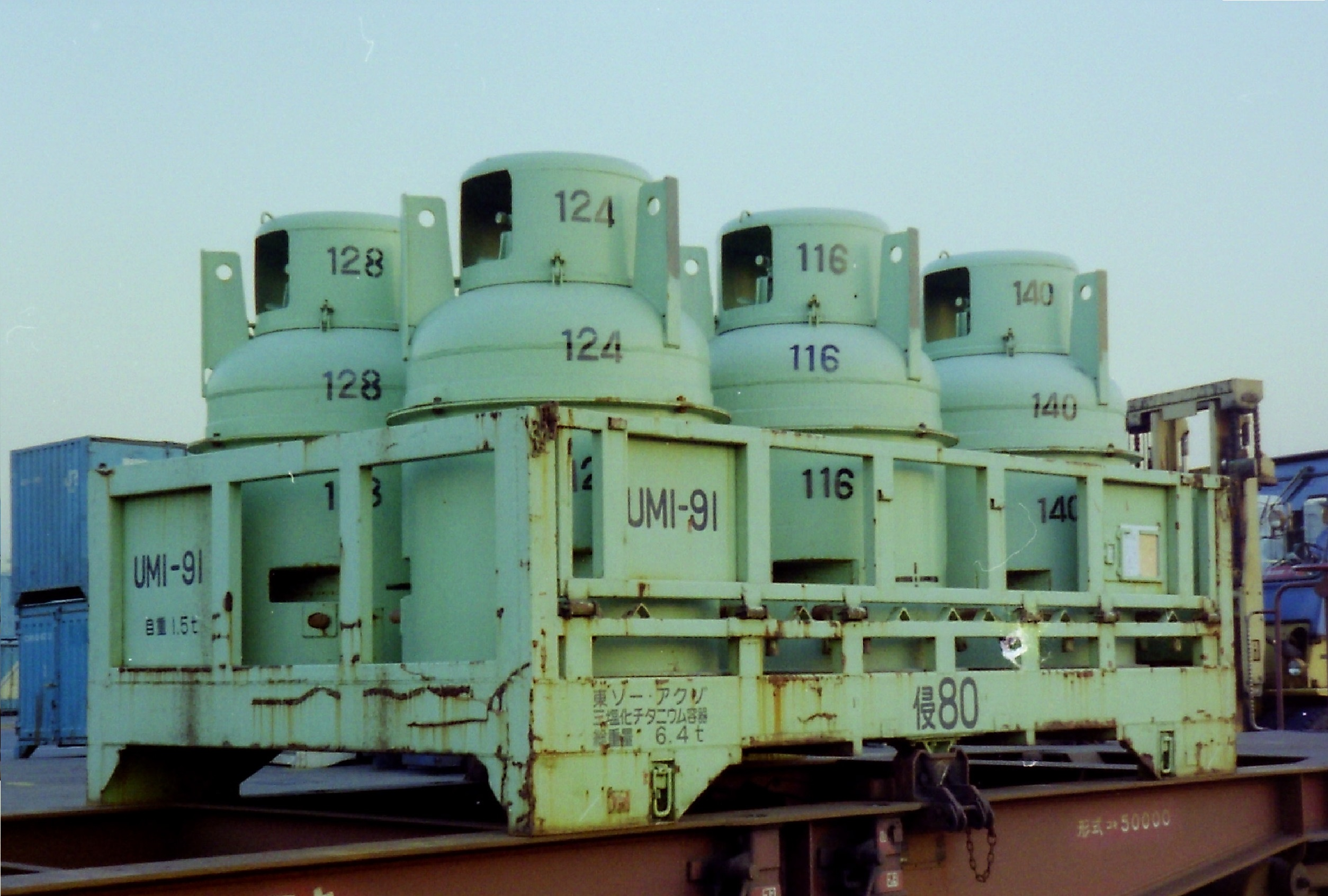
三塩化チタンの鉄道輸送用にJR貨物より承認登録されて、東ソー・アクゾが所有していた鉄道私有コンテナ　UM1-91。（東京貨物ターミナル駅にて、1995年11月17日撮影）

塩化チタン(III)（えんかチタン さん、titanium(III) chloride）は化学式 TiCl3 で表される化合物である。三塩化チタンとも呼ばれる。水和物も単に塩化チタン(III) と呼ばれることが多い。3種類知られるチタンの塩化物のうち、最も一般的なものである。ポリオレフィンの製造において重要な触媒である。毒物及び劇物取締法により劇物に指定されている。

## 電子配置
塩化チタン(III) 中のチタン原子は1個のd電子を持つため常磁性を示す。すなわち、この化合物は磁石に引き寄せられる。一方、同族元素類縁体である塩化ハフニウム(III) と塩化ジルコニウム(III) は反磁性（磁石に反発する性質）を持つ。それらの重金属は金属−金属結合を形成するのに対し、チタン(III) イオンは普通そのような性質を持たないため、このような違いが現れる。
溶液中ではd電子の遷移によって紫色を示すが、禁制遷移であるため色は薄い。

## 構造
塩化チタン(III) は固体状態で4つの多形を示す。それらは結晶構造解析を行うか、交換相互作用に基づく磁気的性質を調べることによって判別できる。

### ベータ型
β-塩化チタン(III) は茶褐色針状晶である。八面体構造の TiCl6 が鎖のように連なった形であり、それぞれのチタン原子は3個の塩素原子によって架橋されている。Ti−Ti 原子間の距離は2.91Åである。

### 紫色層状型
紫色層状型には α, γ, δ の3種があり、その色とフレーク状になりやすい性質から名づけられた。塩化物イオンは、α-塩化チタン(III) では六方最密充填構造を、γ-塩化チタン(III) では面心立方構造をとる。δ型はそれらが相転移する際の中間型である。Ti−Ti 間の距離は最も短くて3.60Åである。

### 複塩
塩化セシウムと塩化チタン(III) をヘキサクロロベンゼン中で混合すると、結晶性の複塩 CsTi2Cl7 が得られる。この塩は CsCl と TiCl3 を 1:2 の比で含む。CsCl3 (A) と Cl4 (B) の単位がABACの形で重なった構造を持ち、Ti3+ (C) は八面体型の空洞に1周期の4分の1ごとに配置されている。

## 合成と取り扱い
塩化チタン(IV) を還元することによって得られ、これは通常、電気化学反応によって行われる。塩化アルミニウムとの混合物として市販されており、テトラヒドロフランを加えることによって、錯体 TiCl3(thf)3 として単離することができる。
チタンを含む鉱石を分析する方法のひとつとして、Ti3+ の形にして行うものが知られる。すなわち、酸で溶かして Ti4+ を含む溶液を得たあと、亜鉛アマルガム（ジョーンズ還元剤）で還元し、Ti3+ とする。生成した溶液を酸化還元滴定で分析する。
塩化チタン(III) や追加の配位子を含んだ錯体は、空気中の酸素による酸化を避けるため、不活性ガスの雰囲気下で取り扱う。空気にさらした塩化チタン(III) を使って還元的カップリング反応などを行うと、思わしくない結果が得られることが多い。

## 反応
チーグラー・ナッタ触媒として用いられるが、活性は調製法によって変化する。
さまざまな錯体を形成し、そのほとんどは八面体型である。テトラヒドロフラン (THF) 中で加熱還流すると、薄青色の {\displaystyle {\ce {TiCl3(thf)3}}} が生成する。
{\displaystyle {\ce {TiCl3\ + 3 THF -> TiCl3(thf)3}}}
ジメチルアミンとの反応では暗緑色の中性錯体が得られる。
{\displaystyle {\ce {TiCl3\ + 3 Me2NH -> TiCl3(NHMe2)3\ + CH3Cl}}}
アセチルアセトンと反応させると、トリス（アセチルアセトナト）錯体を与える。
{\displaystyle {\ce {TiCl3\ + 3 NH4(acac) -> Ti(acac)3\ + 3 NH4Cl}}}
トリス（アセチルアセトナト）チタン(III) はポリエチレン合成触媒として利用されるセルロース膜の架橋剤として使われる。トリス（アセチルアセトナト）チタン(III) は空気で酸化されて不活性な {\displaystyle {\ce {TiO(acac)2}}} へと変化する。